# Quincieu
Quincieu település Franciaországban, Isère megyében. Lakosainak száma 105 fő (2022. január 1.). Quincieu Saint-Michel-de-Saint-Geoirs, Vatilieu, La Forteresse, Serre-Nerpol és Saint-Geoirs községekkel határos.

## Népesség
A település népességének változása:
| Lakosok száma | 87   | 75   | 73   | 71   | 103  | 103  | 103  | 102  | 102  | 105  |
|               | 1968 | 1982 | 1990 | 2006 | 2013 | 2015 | 2017 | 2019 | 2020 | 2022 |